# Livro de Abraão

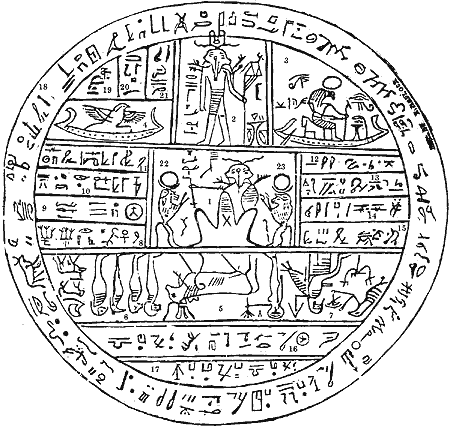
Hipocéfalo de Fac-símile nº 2 que aparece no Livro de Abraão

O Livro de Abraão é um texto religioso dos Santos dos Últimos Dias que aparece na Pérola de Grande Valor. A tradução foi feita supostamente em 1835, por Joseph Smith Jr., de um conjunto de papiros egípcios adquiridos a partir de exposição. De acordo com Joseph Smith Jr., o livro era uma tradução de alguns registros antigos escritos por Abraão, enquanto ele estava no Egito, chamado de o Livro de Abraão. O livro, de acordo com os Santos dos Últimos Dias, descreve a história de Abraão e seus primeiros anos de vida, incluindo a visão do cosmos.
Em 2013, A Igreja de Jesus Cristo dos Santos dos Últimos Dias mudou a descrição do Livro de Abraão na página titular da Pérola de Grande Valor declarando que é uma "tradução inspirada dos escritos de Abraão" e não uma tradução exata dos papiros. Segundo a Igreja, "Nenhum dos caracteres nos fragmentos de papiro mencionou o nome de Abraão, ou qualquer um dos eventos registrados no livro de Abraão".

## Facsimile n.º 1
Joseph Smith afirmou que o fac-símile n.º 1 retrata Abraão em um altar, prestes a ser sacrificado por um "sacerdote idólatra de Elquena". O Livro de Abraão faz referência explícita a esse fac-símile, observando: "Para que tenhais conhecimento desse altar, indicar-vos-ei a representação que se encontra no início deste registro". Egiptólogos, no entanto, apontam que é uma vinheta tirada de uma versão de O Livro das Respirações, também conhecido como "Permissão de Respiração", copiado para um padre tebano chamado Hôr. Uma comparação da interpretação de Smith do fac-símile e dos egiptólogos é a seguinte:
| Figura | Explicação por Joseph Smith | Explicação por Egiptólogos |
| ------ | --- | --- |
| 1      | O anjo do Senhor. | "O ba-espírito Osíris, copiado com a cabeça de um pássaro em vez de uma de um humano" |
| 2      | Abraão amarrado sobre um altar. | "A imagem inclinada de Osíris " |
| 3      | O sacerdote idólatra de Elquena tentando oferecer Abraão em sacrifício. | "O Anúbis com cabeça de chacal, deus da mumificação, estendendo sua mão para garantir a ressurreição da múmia do falecido Osíris ... Embora a maior parte da cabeça de Anúbis agora esteja faltando, a parte de trás de sua peruca ainda aparece acima de sua ombro e sua pele escura é evidente" |
| 4      | O altar de sacrifício dos sacerdotes idólatras diante dos deuses de Elquena, Libna, Mamacra, Corás e Faraó. | "o esquife funerário costumeiro com cabeça de leão" |
| 5      | O deus idólatra de Elquena. | Um dos "quatro 'jarros canópicos' [representando] Qebehsenuf com cabeça de falcão, protetor dos intestinos" |
| 6      | O deus idólatra de Libna. | Um dos "quatro 'jarros canópicos' [representando] cabeça de chacal Duamutef, protetor do estômago" |
| 7      | O deus idólatra de Mamacra. | Um dos "quatro 'jarros canópicos' [representando] com cabeça de babuíno Hapi, protetor dos pulmões" |
| 8      | O deus idólatra de Corás. | "One of "the four 'canopic jars' [representing] de cabeça humana Imseti, protetor do fígado" |
| 9      | O deus idólatra do Faraó. | "O crocodilo que ajudou na coleta dos membros desmembrados de Osíris" |
| 10     | Abraão no Egito. | "Um estande de oferendas típico com um vaso de jorro e flores de nenúfar do Nilo" |
| 11     | Desenhado para representar os pilares do céu, como os entendiam os egípcios. | "Uma fachada de 'tijolo de nicho', originalmente uma característica arquitetônica ... que se tornou uma convenção artística para a decoração de dado de cenas sagradas de parede" |
| 12     | Rauqueeian, que significa expansão, ou seja, o firmamento sobre nossa cabeça; mas neste caso, em relação a este assunto, os egípcios davam-lhe o sentido de Saumau, estar no alto, ou seja, os céus, que corresponde à palavra hebraica Saumaieem. | "Um riacho de água do Nilo (mostrado por linhas tracejadas)"; "A palavra Saumaieem [sic] não é egípcio, e a palavra hebraica שָׁמַ֫יִם [i.e. shamayim] está mal copiado" |

## Historicidade

### Anacronismos
Os eruditos bíblicos consideram que Abraão viveu não depois de 1500 AEC, tornando anacrônico tudo o que passou a existir depois dessa época.

### Sacrifício humano como prática religiosa egípcia
O Livro de Abraão menciona homens, mulheres e crianças sendo sacrificados aos deuses egípcios por motivos religiosos. Por exemplo, uma criança é oferta de agradecimento. Dizia-se que os sacrifícios eram feitos "segundo o costume dos egípcios". Oferecer sacrifícios humanos aos deuses não era uma prática religiosa dos antigos egípcios.